# 宮他
宫他（?—?），战国中期纵横家人物。
周肖对宫他说：“你为我对齐王说，周肖愿为外臣。令齐国帮助我在魏国为官。”宫他说：“不可，这让齐国轻视。齐国不以魏国无足轻重的人来伤害魏国实权者，您不如显示在魏国有实权。您说：‘齐王有所求于魏国的事情，臣请使魏国听从。’齐国必帮助您，这样您有齐国帮助，以齐帮助又在魏国有权了。”
宫他为燕国出使魏国，魏国不听，留他好几个月。客卿问魏王为什么不听燕使的，魏王说因为燕国内乱。客卿说：“商汤伐桀，就是想让他乱。大乱可得其地，小乱可得其宝。现在燕使说：‘魏国如果帮助燕国，虽竭尽财宝、土地，也要去做。’大王为何不见？”魏王高兴，于是会见宫他后把他送回去。
宫他对西周君说：“宛依仗秦国而轻视晋国，秦国饥荒则宛就灭亡。郑国依仗魏国而轻视韩国，魏国攻蔡国而郑国灭亡。邾国、莒国亡于齐国，陈国、蔡国亡于楚国。都是依仗援国而轻视近敌的缘故。现在周君依仗韩国、魏国而轻秦国，国家恐怕有损伤了。周君不如派周最暗中联合赵国来防备秦国。”